# Richard Chenevix

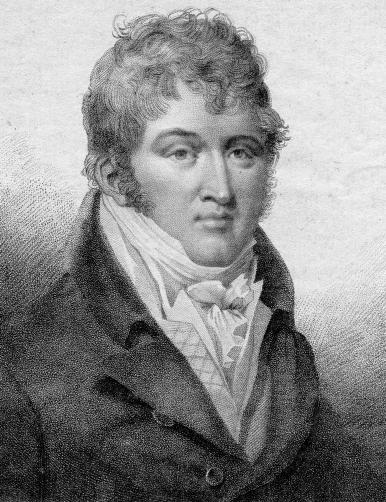
Richard Chenevix

Richard Chenevix (ca. 1774 - 5 april 1830), was een Iers scheikundige. Hij speelde een rol bij de ontdekking van het element palladium. Chenevix geloofde niet dat het een nieuw element was en in 1803 betoogde hij in een verhandeling dat het een legering van kwik en platina moest zijn. Dit betoog zette anderen ertoe aan verder onderzoek te verrichten, waarbij kwam vast te staan dat het daadwerkelijk om een element ging.
Chenevix werd in 1801 toegelaten tot de prestigieuze Royal Society, de Britse academie van wetenschappen. In 1803 werd hem de Copley Medal toegekend, de wetenschapsprijs van dat genootschap, voor diverse publicaties op het gebied van de scheikunde.
Chenevix overleed in Parijs in 1830 en werd begraven op het Cimetière du Père-Lachaise. Het mineraal chenevixiet werd naar hem genoemd, vanwege zijn onderzoek naar koper-ijzer-arsenaten.